# Roveredo Capriasca

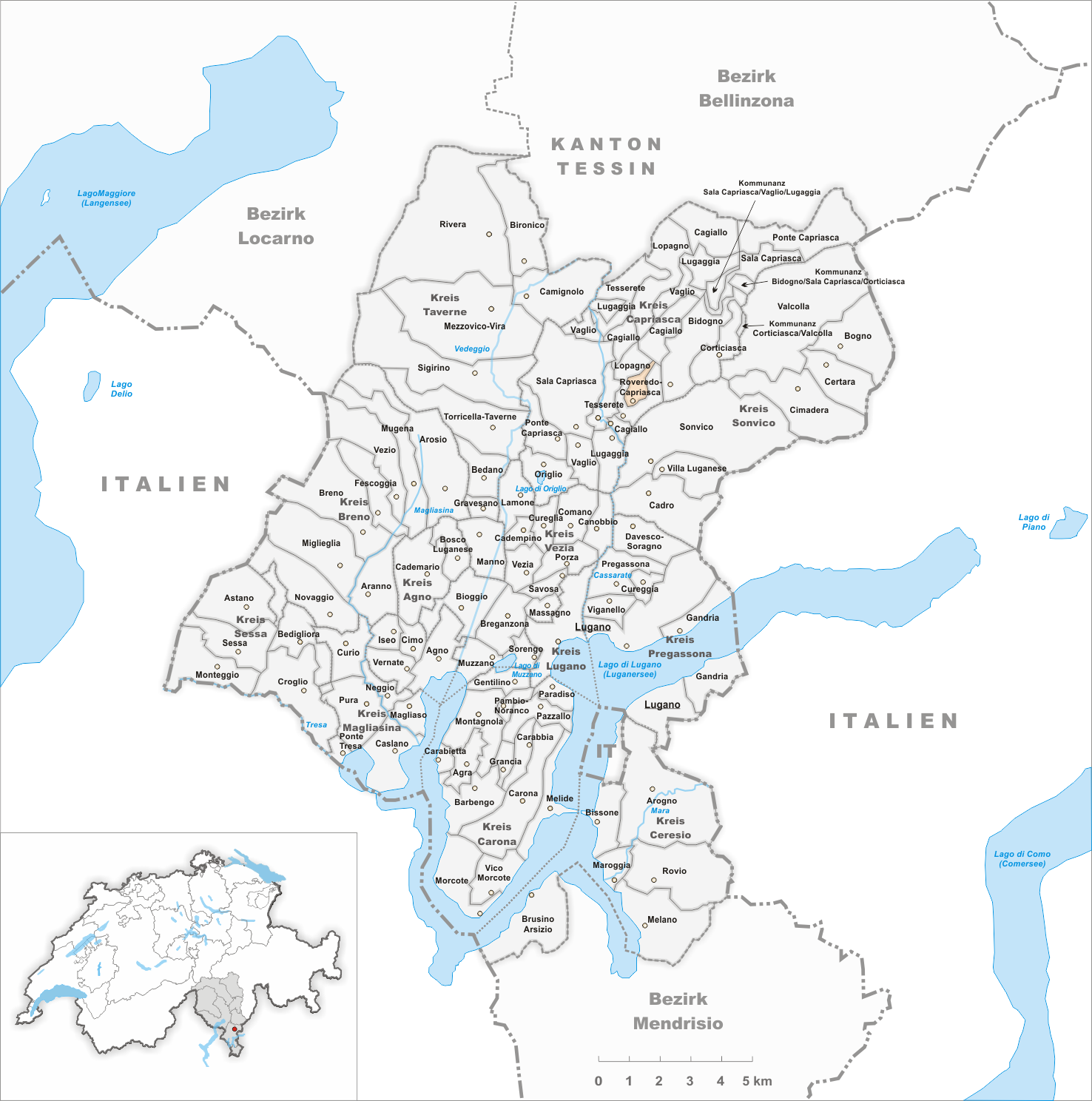
Gemeindestand vor der Fusion am 15. Oktober 2001

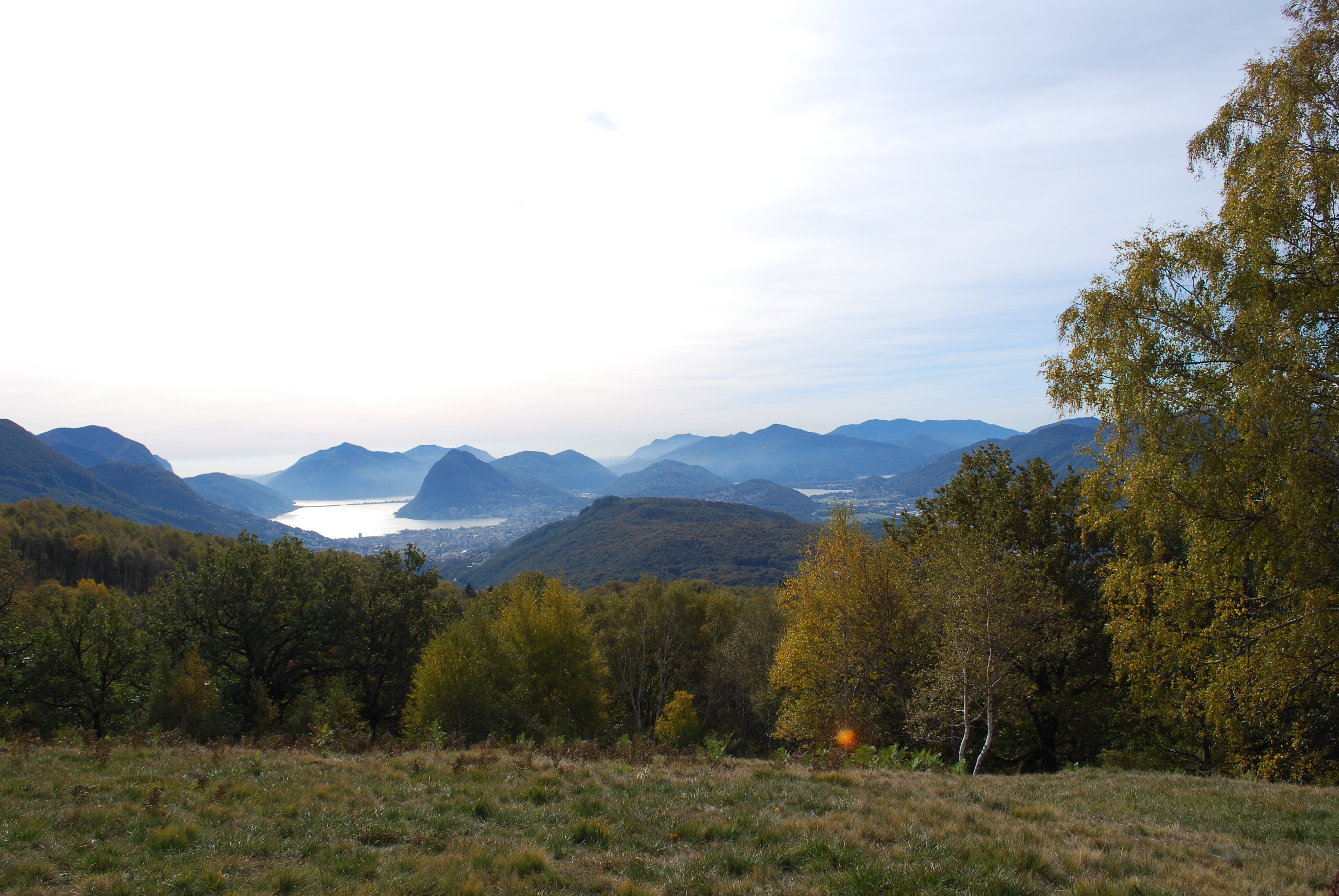
Aussicht auf Lugano von Monti di Roveredo

Roveredo Capriasca ist ein Ortsteil der Gemeinde Capriasca im Schweizer Kanton Tessin. Bis 2001 war er eine eigenständige politische Gemeinde.

## Geographie

Luftbild (1946)

Das Dorf liegt auf einer Höhe von 727 m ü. M. am Eingang ins Val Colla und am Süd-Hang des Caval Drossa (1632 m ü. M.) schön gelegen; zwölf Kilometer nördlich von Lugano. Es bietet eine prachtvolle Aussicht auf Lugano und Umgebung.

## Geschichte
Eine erste Erwähnung findet das Dorf im Jahre 1574 als Roferit, doch ist es viel älter. 1779 schuldete sie der Pfarrkirche Santo Stefano von Tesserete eine Steuer.
Am 15. Oktober 2001 fusionierte die damalige Gemeinde mit Campestro, Cagiallo, Lopagno, Sala Capriasca, Tesserete und Vaglio zur neuen Gemeinde Capriasca.

## Bevölkerung
Einwohnerzahlen: Volkszählungsdaten

## Sehenswürdigkeiten
- Oratorium San Bernardo di Chiaravalle (18. Jahrhundert)[3]
- Betkapelle, mit Fresko der Kreuzigung des Kunstmalers Giovanni Battista Sertorio[3]
- Betkapelle genannt Capelòna mit Fresken (18. Jahrhundert und 1835)[3]
- Betkapelle Ar Orte[3]
- Betkapelle Sarogg[3]
- Betkapelle Termen[3]
- Wohnhaus von Architekt Luigi Canonica[3]
- Bäuerliche Wohnhäuser[3]
- Schalenstein im Ortsteil Motarèl dèla stria (800 m ü. M.)[4]

## Kultur
- Archivio audiovisivo di Capriasca e Val Colla (ACVC)[5]
- Centro Cristallo, Yoga Meditation, spirituelle Heilkunst[6]

## Persönlichkeiten
- Luigi Canonica (* 9. März 1764 in Roveredo; † 7. Februar 1844 in Mailand) (anderslt. Geburtsjahr 1762 AKL), Architekt, Dozent in der Accademia di Brera und Stadtplaner des Klassizismus[7][8][9]
- Ferdinando Bernasconi (Architekt, 1867) (1867–1919), Freidenker und Architekt in Locarno, Mendrisio und Lugano
- Ernest Bloch (* 24. Juli 1880 in Genf; † 15. Juli 1959 in Portland (Oregon)), Musiker, Komponist.[10][11]